# Bindslöjd
Bindslöjd är en äldre benämning på stickning i Halland. I Klarälvdalen i Värmland användes förr benämningen binning.
Ordet lever kvar i begränsad omfattning men finns i hemslöjdsföreningens namn i modern tid: Hemslöjdsföreningen Bindslöjden. 
Den dialektala formen binge lever också kvar i beskrivningen av en mönsterstickning med rött, vitt och blått ullgarn. 